# Lwowska Narodowa Akademia Muzyczna
Lwowska Narodowa Akademia Muzyczna (ukr. Львівська національна музична академія імені Миколи Лисенка, przed wrześniem 1939 r. – Polskie Towarzystwo Muzyczne we Lwowie) – uczelnia muzyczna we Lwowie założona w 1838 roku.
Podczas okupacji Lwowa przez sowietów w 1939 r. władze radzieckie połączyły Wyższy Instytut Muzyczny im. Mykoły Łysenki, Konserwatorium Polskiego (wcześniej Galicyjskiego) Towarzystwa Muzycznego, Konserwatorium im. Karola Szymanowskiego, oraz Zakład Muzykologii Uniwersytetu Lwowskiego (rozwiązany 31 grudnia 1939 roku), tworząc Lwowskie Konserwatorium Państwowe im. Mykoły Łysenki.
Od 2007 Lwowska Narodowa Akademia Muzyczna im. Mykoły Łysenki.

## Pedagodzy uczący w lwowskim konserwatorium
- Stefan Askenase – polsko-belgijski pianista
- Jan Gall – polski kompozytor i dyrygent
- Adolf Chybiński (1917–1927) – polski muzykolog, historyk muzyki, profesor
- Adam Didur – polski śpiewak
- Witold Friemann – polski kompozytor, pianista, dyrygent, profesor
- Karol Mikuli – polski wirtuoz pianista, kompozytor, dyrygent
- Stanisław Niewiadomski (1887–1914) – polski kompozytor, dyrygent, krytyk muzyczny, profesor
- Henryk Melcer-Szczawiński (1897–1899) – polski kompozytor neoromantyczny, pianista, dyrygent, dyrektor Filharmonii Warszawskiej i Konserwatorium Muzycznego w Warszawie
- Józef Koffler (1928–1941) – polski kompozytor, profesor
- Salomea Kruszelnicka – ukraińska wokalistka, profesor
- Zofia Lissa – polska muzykolog, profesor
- Stanisław Ludkiewicz – ukraiński kompozytor
- Stefania Łobaczewska – polska muzykolog, profesor
- Vilém Kurz Młodszy – czeski pianista, profesor
- Andrzej Nikodemowicz – polski kompozytor, pianista
- Ludomir Różycki – polski kompozytor, profesor
- Rudolf Schwarz – dyrektor od 1888[2]
- Adam Sołtys (1929–1939) – polski kompozytor, dyrygent, muzykolog, krytyk muzyczny, profesor
- Mieczysław Sołtys (1899–1929) – polski kompozytor, dyrygent, organizator życia muzycznego, profesor
- Bolesław Wallek-Walewski – kompozytor, dyrygent, profesor
- Walery Wysocki – polski profesor śpiewu, założyciel lwowskiej szkoły wokalnej

## Absolwenci i studenci uczelni
Polacy:
- Kazimiera Alberti – poetka, powieściopisarka, tłumaczka, działaczka kulturalna
- Irena Anders – artystka rewiowa, pieśniarka, aktorka
- Jerzy Broszkiewicz – prozaik, dramatopisarz, eseista i publicysta
- Stanisław Budweil – urzędnik skarbowy, muzyk, dyrygent
- Adam Didur – śpiewak
- Olga Drahonowska-Małkowska – jedna z twórczyń polskiego skautingu, instruktor harcerski
- Wojciech Dzieduszycki – śpiewak, aktor, dyrygent, dziennikarz, działacz kulturalny, hrabia
- Jan Ernst – geograf i artysta muzyk, profesor
- Aleksander Frączkiewicz – polski muzykolog, docent
- Andrzej Hiolski – śpiewak operowy, baron
- Mieczysław Horszowski – pianista
- Zdzisław Jachimecki – historyk muzyki, kompozytor, profesor
- Wanda Klimowicz – pianistka, kameralistka, akompaniatorka
- Raul Koczalski – pianista i kompozytor, profesor
- Janina Korolewicz-Waydowa – śpiewaczka operowa
- Leopold Kozłowski – muzyk-pianista, kompozytor, dyrygent; ostatni żyjący przedstawiciel przedwojennych klezmerów w Polsce (ur. w 1918)
- Witold Krzemieński – dyrygent, kompozytor, profesor
- Zofia Lissa – muzykolog, profesor
- Franciszek Łukasiewicz – pianista
- Stefania Łobaczewska – muzykolog, profesor
- Jan Malinowski – dyrygent, kompozytor, działacz muzyczny i pedagog
- Aleksander Michałowski – pianista i kompozytor, profesor
- Henryk Mikolasch – fotograf i artysta malarz
- Stanisław Niewiadomski (kompozytor) – kompozytor, dyrygent, krytyk muzyczny, profesor
- Andrzej Nikodemowicz – kompozytor, pianista
- Roman Palester – kompozytor
- Ewa Pilatowa – chemik
- Franciszek Ryling – skrzypek, dyrygent, pedagog i kompozytor
- Alfred Schutz – kompozytor i pianista, twórca melodii, m.in. Czerwonych maków na Monte Cassino
- Marcelina Sembrich-Kochańska – wokalistka
- Adam Sołtys – kompozytor, dyrygent, muzykolog, krytyk muzyczny, profesor
- Mieczysław Sołtys – kompozytor, dyrygent, organizator życia muzycznego, profesor
- Matylda Szczudłowska – uczona, specjalistka okulistyki weterynaryjnej
- Zbigniew Szymonowicz – pianista
- Zofia Terné – pianistka, kompozytorka, wokalistka, aktorka kabaretowa

Rosjanie:
- Irena Sijałowa-Vogel – pianistka, profesor

Ukraińcy:
- Oksana Biłozir – wokalistka, polityk
- Ołeksandr Bożyk – skrzypek, kompozytor
- Wołodymyr Cisyk – skrzypek
- Taras Czubaj – muzyk rockowy, wokalista
- Iwan Hamkało – dyrygent, muzykoznawca
- Wołodymyr Iwasiuk – kompozytor
- Mychajło Kossak – kompozytor, dyrygent
- Salomea Kruszelnicka – wokalistka, profesor
- Bohdan Kryżaniwśkyj – dyrygent, kompozytor
- Rusłana Łyżyczko – piosenkarka, producentka muzyczna
- Tadej Majerśkyj – kompozytor, pianista, pedagog
- Switłana Mamczur – śpiewaczka operowa
- Ołeksandr Ponomariow – wokalista estradowy
- Myrosław Skoryk – kompozytor, muzykolog
- Jewhen Stankowycz – kompozytor
- Stefan Turczak – dyrygent

Żydzi:
- Stefan Askanazy – pianista
- Ida Fink – polskojęzyczna pisarka
- Moriz Rosenthal – pianista